# 슈퍼주니어-K.R.Y.의 콘서트 투어 목록
다음은 대한민국의 음악 그룹 슈퍼주니어의 발라드 유닛 슈퍼주니어-K.R.Y.의 콘서트 투어 목록이다.